# Juan Hernández Saravia
Juan Hernández Saravia (Ledesma, 24 de julio de 1880 - Ciudad de México, 3 de mayo de 1962) fue un destacado militar español que participó en la Guerra civil española, durante la cual ostentó importantes puestos militares en el Ejército Popular de la República.

## Biografía

### Infancia y formación militar
Nació en el seno de una familia burguesa. Su padre, Francisco Hernández Martín, era teniente coronel de Artillería. Abandonó el Ejército por problemas de salud, dedicándose a gestionar el patrimonio familiar, llegando a ser alcalde de Ledesma. Su madre, Patrocinio Saravia y Acha, se dedicaba a sus labores.
Estudió el bachillerato en los jesuitas de San José de Valladolid, quienes marcaron su religiosidad. Con la llegada de la República, los jesuitas fueron expulsados de España, pero Hernández Saravia se mantuvo fiel tanto a sus valores republicanos como a su fe católica. Siguió la tradición militar familiar al ingresar en la Academia de Artillería de Segovia en 1898, saliendo como primer teniente el 14 de julio de 1903. 
De origen burgués, y partidario inicialmente de la monarquía, la crisis de la Restauración, la Dictadura de Primo de Rivera y su problema con los artilleros, junto con el eterno conflicto colonial en Marruecos modificarán su posición política hasta ser un total partidario de la instauración de la República. Su primer destino fue el Batallón de Artillería de Ceuta.
Lideró posiciones del Arma de Artillería contra la dictadura de Primo de Rivera, alcanzando por estos tiempos el grado de teniente coronel. 
Posteriormente fue amigo de Manuel Azaña, quien en 1931 lo nombró jefe de su gabinete militar mientras éste desempeñó la cartera de ministro de la Guerra. Era considerado un artillero de grandes conocimientos técnicos, aunque se retiró del servicio activo en 1933, tras la victoria electoral de las derechas. Por esta época se incorpora a la Unión Militar Republicana Antifascista (UMRA), asociación militar izquierdista surgida para hacer frente a los sectores más conservadores en el Ejército de Tierra, representados por la Unión Militar Española (UME). Al triunfar el Frente Popular en 1936, reingresó en el Ejército y pasó a ocupar la secretaría personal del mismo Azaña, que para entonces ya era Presidente de la República Española.

### Guerra civil española
Al inicio de la guerra civil se mantuvo fiel al gobierno. El 6 de agosto de 1936 fue nombrado Ministro de la Guerra, ocupando el cargo hasta el 4 de septiembre, solo un mes después. Desde este puesto realizó no pocos esfuerzos para reorganizar el quebrantado ejército republicano y, al mismo tiempo, mantener la lucha en los frentes de batalla. Al ocupar Francisco Largo Caballero la cartera de Guerra —al mismo tiempo que la presidencia del Consejo de Ministros—, fue destinado al frente de Andalucía, al mando del nuevo Ejército del Sur, pasando luego a mandar la artillería republicana en varias ofensivas.
Más tarde fue nombrado Comandante en jefe del Ejército de Levante. Saravia encontró su nuevo Cuartel general en medio de un enorme caos administrativo, al igual que la administración orgánica de la nueva formación militar. Su unidad iba a ser la punta de lanza para la conquista de Teruel, la siempre invicta capital del alto Turia. El 15 de diciembre los hombres bajo su autoridad comenzaron el ataque y rápidamente dejaron aislada la ciudad. No obstante, lo que se prometía como una rápida conquista acabó convirtiéndose en la durísima Batalla de Teruel, en la que Saravia tuvo un destacado papel. Al mando de un gran número de tropas republicanas, manejó con gran destreza la operación, que llegó a tener momentos críticos por las inclemencias climáticas y los contraataques franquistas. Finalmente, los republicanos lograron conquistar la capital turolense el 7 de enero, lo que le valió a Saravia el ascenso a General (25 de diciembre). A pesar del éxito, la presión franquista provocó que los republicanos perdieran Teruel a los dos meses de haberla conquistado y el primitivo éxito quedó en nada.
El 2 de junio pasó a mandar el Grupo de Ejércitos de la Región Oriental (GERO), quedando todas las tropas republicanas de Cataluña bajo su mando. Dependiendo de su autoridad estaban dos ejércitos: el Ejército del Este, al mando de Perea, y el Ejército del Ebro, al mando de Modesto. Durante la Batalla del Ebro tuvo una participación modesta, aunque la ofensiva republicana volvió a fracasar y en noviembre las tropas del Ejército del Ebro vuelven a sus puntos de partida. Cuando comenzó la Ofensiva franquista de Cataluña, las tropas republicanas no pudieron frenar la avalancha de las tropas franquistas y hubieron de emprender la retirada. Saravia informó a Azaña de que los ejércitos republicanos en Cataluña solo contaban con 17.000 fusiles. Aunque el armamento disponible era muchísimo mayor, da una idea de la confusión interna que existía en la organización del Ejército Popular de la República. Fue destituido de su puesto el 27 de enero de 1939, oficialmente por «derrotismo», aunque en realidad los motivos son más las diferencias entre él y el jefe de Estado Mayor central, Vicente Rojo y el presidente del Gobierno de la República Juan Negrín, dado que Saravia pretendía destituir a Modesto del mando del Ejército del Ebro y entregárselo a Juan Perea. Inmediatamente fue nombrado ayudante militar de Azaña, para protegerle de peligros.

### Exilio
Tras la caída de Cataluña se exilió en Francia, siempre cerca de Azaña. A la muerte de este —al que acompañó incluso en sus últimos momentos—, abandonó Francia y se exilió en México. Entre agosto de 1945 y febrero de 1947 desempeñó el cargo de ministro de la Guerra en el gobierno en el exilio que presidió José Giral. Durante este tiempo intentó organizar un ejército profesional con vistas a un retorno de los republicanos al poder. Sin embargo, aunque el maquis no fue una prioridad para su gobierno porque podía comprometer el apoyo de otros gobiernos extranjeros, lo cierto es que también le prestó asistencia.
Murió en México el 3 de mayo de 1962 a los 81 años de edad.